# Aeroporto Comandante Dangereux
O Aeroporto Comandante Dangereux, também conhecido como Aeroporto de Luena, é um aeroporto situado em Luena, capital da província do Moxico em Angola.
O aeroporto era anteriormente o Aeródromo de Manobra 44 (AM 44), base aérea construída pela Força Aérea Portuguesa no ano de 1969. Durante a Operação Savana, foi capturado pelas tropas sul-africanas, no episódio que ficou conhecido como a "batalha do Luso", servindo brevemente como base área para a Força Aérea da África do Sul e para a UNITA, até ser recapturado pelas forças cubanas-angolanas, sendo entregue à Força Aérea Nacional de Angola; já na década de 2000 transformou-se definitivamente num aeródromo civil.
Recebe o nome de Comandante Dangereux (Paulo da Silva Mungungo), um dos militares heróis nacionais, que comandou as tropas no leste do país durante a independência e a guerra civil, até ser assassinado em 1977.

## Instalações
O aeroporto situa-se em uma elevação de 1 329 m. acima do nível médio do mar. Tem uma pista designada 11/29, a superfície é de asfalto medindo 2 400 m. com uma largura de 40 metros.

## Linhas aéreas e destinos
Existem voos da Angola Airlines para Luanda.[carece de fontes?]